# Unorganized Borough, Alaska
Unorganized Borough este un borough (echivalent al unui comitat) din statul Alaska, Statele Unite ale Americii, cu o populație de 9.429 de locuitori.

## Comunități majore
- Bethel (cel mai mare oraș din Unorganized Borough)
- Cordova
- Craig
- Delta Junction
- Deltana
- Dillingham
- Fort Yukon
- Hooper Bay
- Metlakatla
- Nenana
- Nome
- Tok
- Unalaska
- Valdez

## Demografie
|  | Graficele sunt indisponibile din cauza unor probleme tehnice. Mai multe informații se găsesc la Phabricator și la wiki-ul MediaWiki. |

Date: Wikidata - grafică realizată de Wikipedia